# 泣いてもいいですか
「泣いてもいいですか」（ないてもいいですか）は、フジテレビ系『クイズ!ヘキサゴンII』発のユニット・フレンズとヘキサゴンオールスターズによる両A面シングル。2009年7月15日にポニーキャニオンのレーベル・フライトマスターから発売された。
フジテレビ系で2009年7月25日から26日に放送された『FNSの日 26時間テレビ 2009 超笑顔パレード〜爆笑!お台場合宿〜』のテーマソングである。

## 解説
『クイズ!ヘキサゴンII』発11枚目のシングル。番組から生まれた二人組ユニット・フレンズによる「フレンズバージョン」と、同番組出演者総勢30名による「ヘキサゴンオールスターズバージョン」の2種類が収録されている。
『ヘキサゴンII』総合司会である島田紳助が2009年度の『FNSの日』の総合司会を務めることとなり、そのテーマソングとして発表された楽曲。楽曲自体は2008年の年末に出来上がっていたものである。
初回生産盤には『26時間テレビ2009』で行われる「フレンズ&羞恥心 全国縦断弾丸イベント」（該当頁参照）の参加抽選券が封入され、イベントが行われた各地での参加者による合唱を集めた「泣いてもいいですか<26時間バージョン>」を制作、アルバム『WE LOVE ヘキサゴン2009』に収録された。
『ヘキサゴンII』発のシングルで累計売上が10万枚を超えたものは本作が最後で、2009年以降のシングルでオリコン年間シングルランキング100位以内に入った唯一の作品である。

## ヘキサゴンオールスターズ
アルバム『WE LOVE ヘキサゴン』やコンサート・DVDの名義として使われていた、『ヘキサゴンII』出演者やユニットの総称。本作ではじめて楽曲のアーティスト名として使用された。
全30名が参加。2010年、2011年とヘキサゴンオールスターズ名義の楽曲を発表しているが、参加者はその都度少しずつ変わっている。多くの『ヘキサゴンII』発の楽曲の作詞・プロデュースを担当していた紳助がはじめてCDでの歌唱に参加した。

### 参加メンバー
- 総合司会：島田紳助
- 男性（俳優･タレント）：上地雄輔、クリス松村、金剛地武志[6]、崎本大海、つるの剛士、野久保直樹、元木大介、山田親太朗
- 女性タレント：大沢あかね、神戸蘭子、木下優樹菜、さとう里香、里田まい（カントリー娘。）、スザンヌ、misono、南明奈、矢口真里
- 男性（お笑い芸人）：田中卓志・山根良顕（アンガールズ）、小島よしお、品川祐・庄司智春（品川庄司）、ダンディ坂野、波田陽区、原西孝幸・藤本敏史（FUJIWARA）、岡田圭右（ますだおかだ）
- フジテレビアナウンサー：牧原俊幸、中村仁美

「ヘキサゴンオールスターズバージョン」のジャケット裏面には、紳助以外のメンバーの幼少の頃の写真がジャケット表面と同じ位置で並べられている。
ヘキサゴンファミリーとされており、『26時間テレビ2009』に出演した板東英二、渡辺正行、ラサール石井らはレコーディングに参加していない。2009年5月30日に参加者全員によるレコーディングが行われたが、渡辺と石井は当日に青山劇場で舞台公演を行っていた。
大沢、さとう、元木、山田は『ヘキサゴンII』関連のCDに初参加（元木、山田は歌い手としてCD作品に参加すること自体が初）。山田は番組初出演から参加CD発売までの期間が最も短かった出演者である。
『26時間テレビ2009』を最後に一時芸能活動休業に入った野久保にとっては最後の参加シングルである。『26時間テレビ2009』エンディングで紳助によってその旨が発表された際に、紳助は「この曲を『26時間テレビ』に関わった人と野久保に送りたい」と述べている。

## 収録曲

### CD
すべて作詞：カシアス島田、作曲：RYOEI、編曲：斎藤文護・岩室晶子
1. 泣いてもいいですか（フレンズバージョン）  / フレンズ
2. 泣いてもいいですか（ヘキサゴンオールスターズバージョン） / ヘキサゴンオールスターズ
3. 泣いてもいいですか（フレンズバージョン） カラオケ
4. 泣いてもいいですか（ヘキサゴンオールスターズバージョン） カラオケ

### DVD
1. 「泣いてもいいですか （フレンズバージョン）」ミュージックビデオ
2. 「泣いてもいいですか （ヘキサゴンオールスターズバージョン）」ミュージックビデオ
3. オリジナルアニメ

## 初回生産分特典
- 「フレンズ&羞恥心 全国縦断弾丸イベント」参加抽選券
- 「泣いてもいいですか」合唱用楽譜
- トレーディングカード1枚（全12種）

## セルフカバー・リメイク
- 作曲者のRYOEI[9]が自身のメジャーデビューシングル「ひらり」（2009年8月発売）のカップリング曲としてセルフカバーを発表、アルバム『ブーゲンビリア』（2010年1月発売）に収録。セルフプロデュースアルバム『君のうた』（2012年11月発売）で同曲の新録音バージョンを発表した。
- フレンズの崎本大海は自身初のソロアルバム『ONE』（2012年11月発売）に「泣いてもいいですか(Solo Version)」を収録した。

## 関連テレビ番組
- 2009 FNS歌謡祭（2009年12月2日、フジテレビ） - 「ヘキサゴンオールスターズ」として出演し、本曲を披露した。
- 史上最大の大忘年会! さんまの全日本宴会芸コンテスト（2011年12月26日、フジテレビ） - 『クイズ!ヘキサゴンII』終了後にPabo、品川庄司、FUJIWARAらが番組プロデューサーであった神原孝とともに「神原孝プロデューサー&ヘキサゴンオールスターズ」として出演。本曲をBGMに、番組の突然の終了への不満や放送当時から神原に対して持っていた不満をぶつけた。